# Holmtjärnen (Lycksele socken, Lappland, 717589-163724)
Holmtjärnen är en sjö i Lycksele kommun i Lappland och ingår i Umeälvens huvudavrinningsområde.